# Torpedo-Bearing-Transmiter
Torpedo-Bearing-Transmiter (TBT) – system wspomagający uzyskiwanie namiaru bojowego w amerykańskich okrętach podwodnych w czasach drugiej wojny światowej, przeznaczony do przeprowadzania nocnych ataków na powierzchni. Służąca do obserwacji powierzchni lornetka przytwierdzona była do umieszczonej na kiosku podstawy. Po wykryciu za jej pomocą celu, obserwator  wciskał umieszczony tam przycisk, co powodowało automatyczny odczyt namiaru  w centrali bojowej okrętu. TBT był odpowiednikiem niemieckiego systemu UZO stosowanego w U-Bootach Kriegsmarine. System ten nie był tak dopracowany jak jego niemiecki odpowiednik, jednak w połączeniu ze znakomitym jak na ówczesne standardy radarem, zapewniał niezbędną do sprawnego wykonania ataku precyzję obliczeń.